# Aronátika (Paxí)
Aronátika (grec moderne : Αρωνάτικα) est une localité située dans le dème de Paxí, dans le district régional de Corfou, dans la périphérie des Îles Ioniennes, en Grèce.
Selon le recensement de 2021, elle compte 29 habitants.